# Willow Nightingale
Danielle Paultre (nascida em 25 de janeiro de 1994), mais conhecida pelo nome no ringue Willow Nightingale, é uma lutadora profissional americana. Ela possui contrato com a All Elite Wrestling (AEW), onde é membro da facção The Conglomeration e ex-campeã do AEW TBS Championship. Ela também atua nas promoções parceiras da AEW, New Japan Pro-Wrestling (NJPW), onde foi a campeã inaugural do Strong Women's Championship, e no Consejo Mundial de Lucha Libre (CMLL), onde é ex-campeã mundial feminina da CMLL.
Além de seu trabalho na AEW e NJPW, Nightingale é conhecida por suas passagens pela Ring of Honor e Shimmer Women Athletes, desafiando por títulos em ambas as promoções.

## Carreira no wrestling profissional

### Circuito independente (2015–presente)

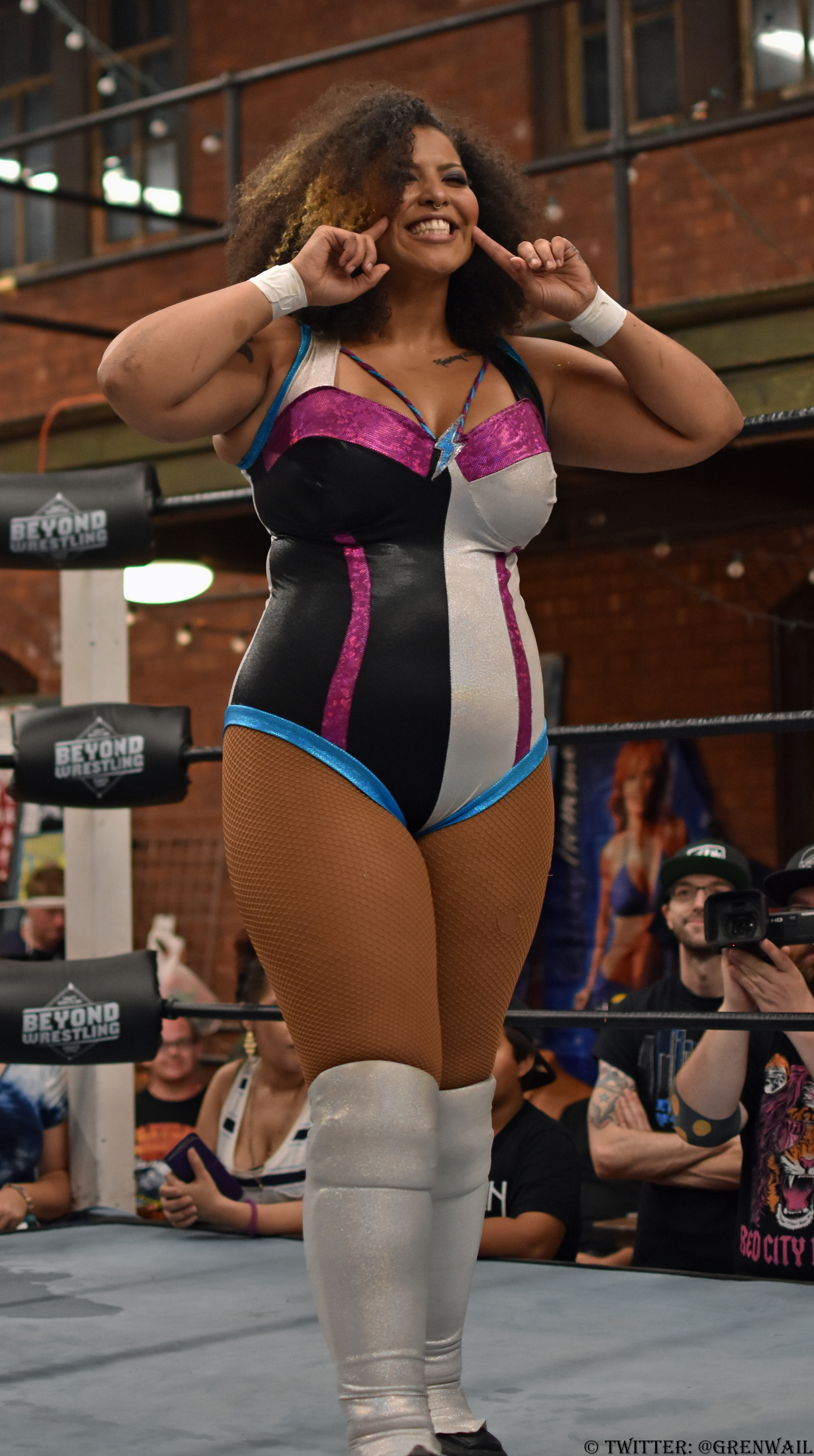
Willow Nightingale em 2018

Paultre foi treinada por Mike Mondo na escola da New York Wrestling Connection (NYWC) em Deer Park, Nova York. Em 27 de fevereiro de 2015, sob o nome de ringue Willow Nightingale, fez sua estreia profissional no evento We Can Do It da NYWC, perdendo para Sammy Pickles. Um ano após sua estreia, Nightingale conquistou o NYWC Starlet Championship. Em 21 de novembro de 2018, no evento Volume 108 da Shimmer Women Athletes, Nightingale enfrentou Dust pelo Heart of Shimmer Championship, mas não teve sucesso. Após deter o NYWC Starlet Championship desde fevereiro de 2016, Nightingale perdeu o título para Kris Statlander em 23 de fevereiro de 2019. Ela recuperou o cinturão em 25 de janeiro de 2020, derrotando a então campeã Tina San Antonio em uma luta dentro de uma jaula de aço. Em 26 de fevereiro de 2022, Nightingale venceu Johnny Radke, Dino Might e John Silver em uma luta four-way, conquistando o NYWC Fusion Championship.

### All Elite Wrestling / Ring of Honor (2021–presente)

#### Primeiros anos e campeã TBS (2021–2024)
Em 3 de maio de 2021, Nightingale fez sua estreia na All Elite Wrestling (AEW), competindo no AEW Dark: Elevation contra Thunder Rosa, sendo derrotada. Em 6 de junho, fez sua estreia na Ring of Honor (ROH) no programa Women's Division Wednesday, onde derrotou Alex Gracia. Em 4 de agosto, Nightingale participou do torneio para coroar a campeã inaugural do ROH Women's World Championship, mas foi eliminada na primeira rodada por Allysin Kay. Em 3 de dezembro, Nightingale derrotou Mandy Leon, tornando-se a desafiante número um ao título feminino da ROH. Em 11 de dezembro, no evento Final Battle, Nightingale desafiou sem sucesso Rok-C pelo título. Após o evento, a ROH entrou em hiato, período em que o presidente da AEW, Tony Khan, adquiriu a empresa.
Em 1º de abril de 2022, no Supercard of Honor, Nightingale enfrentou Mercedes Martinez pelo título feminino interino da ROH, mas foi derrotada. Em 8 de abril, no AEW Rampage, participou do torneio Owen Hart Cup, sendo eliminada por Red Velvet na fase de qualificação. Em 6 de junho, no episódio do Ring of Honor, Nightingale defendeu com sucesso o Strong Women's Championship contra Rachael Ellering. Em 17 de junho, no Road Rager, Nightingale desafiou Jade Cargill pelo AEW TBS Championship, mas foi derrotada. Ela teve uma nova chance pelo título no Battle of the Belts IV, mas foi novamente derrotada. No episódio de 21 de outubro do Rampage, foi anunciado que Nightingale havia assinado oficialmente com a AEW.
Em 2 de junho de 2023, Nightingale defendeu o Strong Women's Championship contra Emi Sakura no AEW Rampage, marcando a primeira defesa do título fora da NJPW. Em 17 de junho, no episódio de estreia do [[AEW Collision|Collision, Nightingale fez dupla com Skye Blue para derrotar Ruby Soho e a campeã feminina da AEW, Toni Storm. Nightingale participou do Owen Hart Foundation Women's Tournament de 2023, derrotando Nyla Rose e avançando para a final ao vencer Athena na semifinal. Em 15 de julho, no Collision, Nightingale derrotou Ruby Soho para vencer o torneio feminino.  Em 16 de julho, foi anunciado que Nightingale enfrentaria Athena no evento Death Before Dishonor de 2023 pelo ROH Women's World Championship. A luta foi o evento principal do pay-per-view, mas Nightingale foi derrotada, com Athena retendo o título. Em 23 de setembro, no episódio do Collision, Nightingale sofreu uma lesão e foi retirada da luta contra Julia Hart. Kiera Hogan a substituiu, mas foi derrotada por Hart. Após a luta, Hart atacou Hogan até que Skye Blue apareceu para salvá-la, mas foi cegada pelo mist de Hart.
No final de 2023, Nightingale formou uma dupla com Kris Statlander, sendo gerenciadas por Stokely Hathaway. Em 21 de abril de 2024, no evento Dynasty, Nightingale derrotou Julia Hart para conquistar o AEW TBS Championship. Em 1º de maio, no episódio do Rampage, Nightingale defendeu com sucesso o TBS Championship contra Skye Blue em uma luta Manitoba Massacre. Em 26 de maio, no Double or Nothing, Nightingale perdeu o TBS Championship para Mercedes Moné, encerrando seu reinado de 35 dias. Após a luta, Nightingale foi atacada por Statlander, encerrando a aliança entre as duas.

### The Conglomeration (2024–presente)
Após a separação de Kris Statlander, Nightingale se juntou ao grupo The Conglomeration. No evento Beach Break em 3 de julho, Nightingale derrotou Statlander para avançar para a final da Owen Hart Cup. Em 10 de julho, no episódio do Dynamite, Nightingale perdeu a final da Owen Hart Cup para Mariah May devido à interferência de Statlander. Em 25 de agosto, no All In Zero Hour, Nightingale fez dupla com seu companheiro de Conglomeration Tomohiro Ishii para derrotar Statlander e Stokely Hathaway. Como a equipe de Nightingale venceu, ela pôde escolher a estipulação para a luta contra Statlander no All Out em 7 de setembro, optando por uma Chicago Street Fight. A luta estava originalmente marcada para ser pelo CMLL World Women's Championship, mas a estipulação foi removida após a CMLL impedir que o título fosse defendido em lutas de rua. No All Out, Nightingale foi derrotada por Statlander, encerrando a rivalidade entre as duas. Em 12 de outubro, no evento WrestleDream, Nightingale desafiou Mariah May pelo AEW Women's World Championship, mas foi derrotada. Após o evento, foi relatado que Nightingale se afastaria para se recuperar de uma concussão. Em 23 de novembro, no Full Gear, Nightingale retornou durante o evento principal pelo AEW World Championship entre o campeão Jon Moxley e seu companheiro de Conglomeration Orange Cassidy, impedindo que Marina Shafir, membro dos Death Riders, interferisse na luta.
Após o Full Gear, Nightingale passou a apoiar Cope e Swerve Strickland contra os Death Riders, frequentemente atuando como contrapeso a Shafir. Em 2 de abril de 2025, no Dynamite, Nightingale fez dupla com Strickland para derrotar Moxley e Shafir em uma luta tornado mista. Após a luta, Moxley atacou Nightingale com um Paradigm Shift.

### Tokyo Joshi Pro-Wrestling (2022, 2025)
Em 29 de outubro de 2022, Nightingale fez sua estreia na Tokyo Joshi Pro-Wrestling (TJPW) no evento The Mountain Top 2022, fazendo dupla com Yuka Sakazaki para derrotar Maki Itoh e Yuki Kamifuku. Em 16 de março de 2025, no evento Grand Princess '25, Nightingale retornou à promoção e derrotou Miu Watanabe.

### New Japan Pro-Wrestling (2023–presente)
Em 27 de abril de 2023, a New Japan Pro-Wrestling (NJPW) anunciou que Nightingale participaria de um torneio eliminatório de quatro lutadoras em 21 de maio, no evento Resurgence, para coroar a campeã inaugural do Strong Women's Championship. No Resurgence, Nightingale derrotou Momo Kohgo nas semifinais e Mercedes Moné na final, tornando-se a primeira Strong Women's Champion. Sua primeira defesa de título ocorreu em 2 de junho, no episódio do Rampage, onde manteve o cinturão ao derrotar Emi Sakura. Em 5 de julho, na segunda noite do evento NJPW Independence Day, Nightingale perdeu o título para Giulia, encerrando seu reinado em 45 dias.

### Consejo Mundial de Lucha Libre (2024–presente)
Nightingale fez sua estreia na Consejo Mundial de Lucha Libre (CMLL) em 29 de março de 2024, no evento Homenaje a Dos Leyendas, onde fez dupla com La Catalina e Tessa Blanchard para derrotar Lluvia, Stephanie Vaquer e Zeuxis. Em 13 de julho, no evento Fantastica Mania 2024, Nightingale derrotou Lluvia e Viva Van para conquistar o CMLL World Women's Championship, que estava vago. Em 13 de setembro, no CMLL 91st Anniversary Show, Nightingale perdeu o título para Zeuxis.

### World Wonder Ring Stardom (2024–presente)
Em 4 de abril de 2024, no evento Stardom American Dream 2024, Nightingale fez sua estreia na World Wonder Ring Stardom, fazendo dupla com Saki para derrotar Syuri e Konami. Em 18 de maio, no evento Stardom Flashing Champions 2024, Nightingale defendeu com sucesso o AEW TBS Championship contra Tam Nakano.

## Títulos e conquistas
All Elite Wrestling
- AEW TBS Championship (1 vez)
- Owen Hart Cup (2023)[51]

Chikara
- Chikara Campeonatos de Parejas (1 vez, final) – com Solo Darling

Consejo Mundial de Lucha Libre
- CMLL World Women's Championship (1 vez)[52]

New Japan Pro-Wrestling
- Strong Women's Championship (1 vez, inaugural)[53]
- Strong Women's Championship Tournament (2023)[53]

New York Wrestling Connection
- NYWC Starlet Championship (3 vezes)
- NYWC Fusion Championship (1 vez)

Pro Wrestling Illustrated
- Colocada em nº 40 entre as 150 melhores lutadoras no PWI Women's 150 em 2022[54]
- Colocada em nº 8 entre as 250 melhores lutadoras no PWI Women's 250 em 2023 e 2024[55]

Queens of Combat
- QOC Tag Team Championship (1 vez) – com Faye Jackson

Women's Wrestling Revolution
- Tournament for Tomorrow (2018) – com Solo Darling

Outros títulos
- Adult Swim Booty Championship (1 vez, atual; inaugural) – com Orange Cassidy[56][57]